# Fougueux (torpilleur)
Ne doit pas être confondu avec Fougueux (navire de ligne).
Le Fougueux est un torpilleur de la classe L'Adroit construit pour la marine française dans les années 1920.

## Conception et description
La classe L'Adroit était une version légèrement agrandie et améliorée de la classe Bourrasque précédente. Les navires avaient une longueur totale de 107,2 m, un maître-bau de 9,9 m et un tirant d'eau de 3,5 m. Les navires déplaçaient 1 380 t à charge standard et 2 000 t à pleine charge. Ils étaient propulsés par deux turbines à vapeur à engrenages, chacune entraînant un arbre d'hélice, utilisant la vapeur fournie par trois chaudière à trois tambours Du Temple. Les turbines d'une puissance de 33 000 ch, le propulsait à 33 nœuds (61 km/h) tout en transportant 386 t de mazout, leur donnant un rayon d'action 3000 nautiques à 15 nœuds (28 km/h).
L'armement principal se composait de quatre canons de 130 mm modèle 1924 en affût simple, deux tourelles superposée à l'avant et deux autres tourelles superposées à l'arrière de la superstructure. Leur armement anti-aérien se composait de 2 affuts simples de 37 mm modèle 1925. Ils étaient également équipés de deux plateformes triples de tubes lance-torpilles de 550 mm, une double rampe de grenades anti-sous-marine intégrée dans le cul ; celles-ci abritaient un total de seize charges de 200 kg. En outre, deux lanceurs de charge de profondeur furent ensuite installés pour embarquer de six charges de 100 kg.

## Construction et carrière
Le Fougueux est mis sur cale le 21 septembre 1927, lancé le 4 août 1928 et achevé le 15 juin 1930. Il est coulé le 8 novembre 1942 au large de Casablanca, au Maroc français, pendant la bataille navale de Casablanca par des coups de feu du cuirassé USS Massachusetts de l'US Navy. Douze marins français sont tués dans l'attaque.